# رشيد الغنموني
رشيد الغنموني (من مواليد في 1 يناير 1978) هو عداء مغربي في المسافات الطويلة.
ولد في مدينة الراشيدية. أنهى الثالث عشر في سباق الماراثون في بطولة العالم 2003 بأفضل توقيت شخصي 2:10:56 ساعة. كما شارك أيضا في دورة الألعاب الأولمبية لعام 2004، ولكن لم يكمل. وأنهى في المرتبة 27 في نصف ماراثون بطولة العالم لنصف المارثون 2003 و34 في البطولة التالية.